# Žďár u Mnichova Hradiště

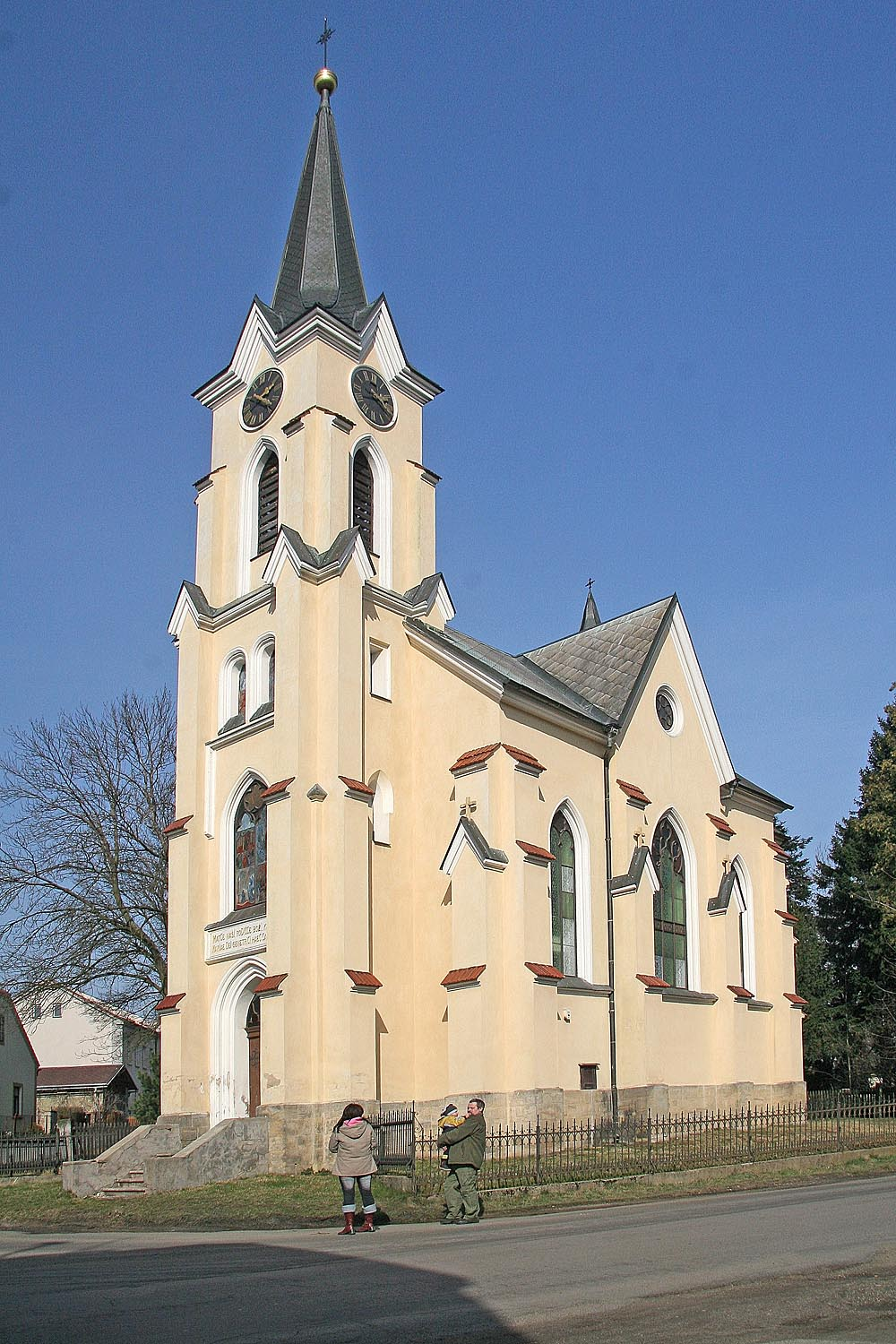
Kapelle in Žďár

Žďár (deutsch Schdiar) ist eine Gemeinde mit 1207 Einwohnern in Tschechien. Sie liegt in 239 m ü. M. und gehört dem Okres Mladá Boleslav an.

## Geographie
Der 1403 erstmals erwähnte Ort liegt sieben Kilometer südwestlich von Turnov im breiten Tal des Flüsschens Žehrovka am nördlichen Rand des Böhmischen Paradieses. Südlich des Ortsteiles Příhrazy befindet sich das Felslabyrinth der Příhrazské skály (Pschichraser Felsen) mit der Ruine der Burg Hynšta.
Nachbarorte sind Všeň im Nordosten, Doubrava im Nordosten und Březina im Westen. Westlich wird Žďár von der Europastraße 65 tangiert, der Ort liegt an der Eisenbahn von Turnov nach Mnichovo Hradiště.

## Gemeindegliederung
Zur Gemeinde Žďár gehören die Ortsteile Břehy (Flechtendorf), Doubrava (Daubrawa), Příhrazy (Pschichras), Skokovy (Skokow) und Žehrov (Schechrow).